# Riflessi troncoencefalici
Prendono il nome di riflessi troncoencefalici, i seguenti riflessi che hanno sede nel tronco encefalico:
- riflesso corneale
- riflesso oculo-vestibolare
- riflesso oculo-cefalico (riflesso degli "occhi di bambola")
- riflesso fotomotore
- riflesso cilio-spinale
- riflesso carenale: assenza di riflesso tussigeno alla stimolazione bronchiale